# Comuna Kupîn, Horodok
Kupîn (în ucraineană Купин) este o comună în raionul Horodok, regiunea Hmelnîțkîi, Ucraina, formată din satele Kupîn (reședința), Mala Levada și Velîka Levada.

## Demografie
Componența lingvistică a comunei Kupîn
     Ucraineană (98,4%)
     Rusă (1,54%)
Conform recensământului din 2001, majoritatea populației comunei Kupîn era vorbitoare de ucraineană (98,4%), existând în minoritate și vorbitori de rusă (1,54%).